# Orobanche pycnostachya
Orobanche pycnostachya är en snyltrotsväxtart som beskrevs av Henry Fletcher Hance. Orobanche pycnostachya ingår i släktet snyltrötter, och familjen snyltrotsväxter. Inga underarter finns listade i Catalogue of Life.